# فيلي داير
فيلي داير (بالإنجليزية: Willie Dyer)‏ (25 فبراير 1987 بغلاسكو في المملكة المتحدة - ) هو لاعب كرة قدم بريطاني في مركز الدفاع. لعب مع ريث روفرز وسانت جونستون ونادي بريتشين سيتي ونادي دندي ونادي غرينوك مورتون.

## وصلات خارجية
- فيلي داير على موقع قاعدة بيانات كرة القدم.إي يو (الإنجليزية)
- فيلي داير على موقع Soccerbase.com (لاعب) (الإنجليزية)
- فيلي داير على موقع Soccerway.com (الإنجليزية)